# Winsen, Celle
Winsen an der Aller là một thị xã ở huyện Celle trong bang Niedersachsen, Đức. Dân số cuối năm 2007 là 12.930 người.
Winsen nằm ở bên hai bờ sông Aller, 15 km về phía tây bắc của Celle. Ngoài nội thị, đô thị Winsen gồm các làng Bannetze, Meißendorf, Stedden, Südwinsen, Thören, Walle và Wolthausen.